# 트레일러 파크 보이스
《트레일러 파크 보이스》(영어: Trailer Park Boys)는 2001년부터 현재까지 방영된 드라마이다.